# Nòdul de Ranvier
Nòduls de Ranvier, en la fisiologia d'una neurona, són les interrupcions que ocorren a intervals regulars al llarg de la longitud de l'axó a la beina de mielina que l'envolta. Són petitíssims espais, d'un micròmetre de longitud, que exposen la membrana de l'axó al líquid extracel·lular. Van ser descoberts pel patòleg francès i anatomista Louis Ranvier (1835-1922).
Serveixen perquè l'impuls nerviós es traslladi amb major velocitat, de manera saltatòria i amb menor possibilitat d'error. L'aïllament que proveeix la cèl·lula de Schwann (en el sistema nerviós perifèric) o l'oligodendrocit (en el sistema nerviós central) fa possible que el potencial d'acció salti d'un node al següent, a diferència d'haver de fer-ho a petits increments al llarg de l'axó, si estigués desproveït de la beina de mielina. El potencial d'acció de la neurona aconsegueix saltar d'un node a l'altre perquè es nodes, a diferència de la resta de la neurona, estan dotats d'agrupacions de canals de sodi i potassi.
La síndrome de Guillain-Barré és una malaltia autoimmunitària que pot basar el seu fonament en l'atac pel sistema immunitari del teixit nerviós, incloent els nodes de Ranvier.